# Forteresse des Montils
Le château des Montils est un ancien château fort construit au milieu du Xe siècle sous le comte Thibaud Ier de Blois, dit le Tricheur, pour protéger son pays blésois. Aujourd'hui en ruines, la petite forteresse est inscrite monument historique en 1986.

## Histoire
Thibault IV fortifie sa résidence des Montils pour se défendre de ces voisins belliqueux. Les Montils devinrent de la sorte une petite ville fortifiée qui pouvait tenir longtemps contre l'ennemi, à une époque où l'artillerie n'était pas encore connue.
Clément de Ris a fait un rapport sur les destinées du château des Montils, depuis Thibault de Champagne qui le fit construire vers 1140, jusqu'en 1682 où Bernier, l'historien de Blois, constatait son état de ruine. De cette antique demeure, il ne reste plus actuellement (1911) qu'une grosse tour, quelques débris d'une triple enceinte et des fortifications extérieures, un donjon cylindrique de 16 mètres de diamètre et une porte monumentale qui annonçait dignement le manoir des seigneurs du pays. Le château des Montils fut l'une des forteresses que la féodalité érigea sur notre sol blésois, trop exposé aux incursions ennemies. Le sommet escarpé d'une montagne, dont le Beuvron baigne le pied et protège les abords, convenait à cette disposition stratégique. La fondation de ce poste militaire remonte aux premiers comtes de Blois.

### Les constructions
Nous ne pouvons parler avec certitude du château des Montils qu'à partir du XIIe siècle. D'après l'auteur du Liber de Compositione castri Ambrasiae, le comte de Blois fit clore les fortifications des Montils. « c'était pour mettre à l'abri des déprédations de Sulpice de Chaumont une maison de campagne - villa - qu'il possédait à cet endroit ». Cet événement peut se rapporter aux environs de l'année 1144. Depuis cette construction de Thibault IV, Les Montils, dans un grand nombre de chartes données par les Comtes de Blois, portent le nom de Castrum de Monticiis, donc véritablement Place-forte des Montils. Plusieurs de ces chartes attestent que ces princes féodaux y firent de fréquentes apparitions.
Place de guerre, le Castrum de Monticiis acquit de l'importance dans les longs démêlés des maisons de Campagne et d'Anjou. L'habitation où logeaient les Comtes de Blois, dans l'enceinte fortifiée, a dû s'agrandir vers la fin du XIIe siècle.
Tous les historiens qui ont écrit sur Blois et les environs parlent avantageusement des Montils.
- Bernier s'exprime ainsi[5] : « Le château des Montils était un bâtiment tout simple, et fort ancien ; mais le paysage d'alentour est si agréable que nos comtes y ont souvent séjourné. »
- L'abbé d'Expilly[6] : « Le château des Montils, n'était pas d'une grande étendue ; mais la situation en était fort belle. Il était élevé sur le penchant d'une colline qui fait face au midi, au pied de laquelle coule la rivière du Beuvron qui arrose des prairies fort agréables. »
- « Au Moyen Âge, la position des Montils au sommet d'une colline et au centre de forêts très vastes, offrant de grandes ressources pour la chasse, convenait admirablement à une demeure seigneuriale. Aussi les comtes de Blois y faisaient-ils de fréquents séjours, comme l'indiquent plusieurs chartes qui en sont datées. »[7]

### La Tour des Montils
La tour du château fut construite au XIIe siècle. D'après M. de Fougères, en 1356, le prince Noir, Édouard, retournant du Limousin en Angleterre, trouva les passages de la Loire si bien gardés qu'il fut obligé de revenir sur ses pas. Dans sa fureur, il ravagea toute la Sologne, et par conséquent le Blésois méridional. Il détruisit ou démantela tous les châteaux fortifiés qui se trouvaient dans le canton de Contres, tels que ceux des Montils, Candé, Fougères. Cette relation porte débat, car on sait que les détachements anglais ne restèrent que quatre jours entre Romorantin et Montlouis, près de Tours. Il est donc improbable qu'ils eurent le temps de démolir ces fortifications eux-mêmes. Il est donc probable que les défenseurs eux-mêmes, ne voulant ou ne pouvant tenir la place, la démantelèrent.
Gui de Châtillon fit restaurer la tour au XIVe siècle.
M. Dupré, le savant bibliothécaire de la ville de Blois, nous décrit la tour des Montils par ces mots : « Ce monument du XIe siècle ou XIIe siècle est isolé entre deux tranchés profonde ; au-dessous règnent des souterrains creusés, dit-on, dans un but stratégique… L'eau d'un puits très profond, creusé au centre de la tour, était tiré du premier étage par un conduit cylindrique en forme de colonne, qui existe encore. On retrouve la même disposition dans plusieurs donjons du Blésois, notamment à Marchenoir. Il ne faut pas s'en étonner ; car le rez-de-chaussée étaient réservé aux troupes de la garnison, aux approvisionnements et aux engins de guerre. (...) Les fantaisistes ont voulu voir, dans ces excavations inoffensives, le sombre appareil de prétendues oubliettes ; mais un examen attentif des lieux réduit à néant les hypothèses romanesques émises en haine du passé ou par amour du merveilleux. Les usages domestiques donnent une explication plus naturelle de la chose. Le sommet de la tour a perdu sa couronne de créneaux. Malgré les mutilations successives, le vieux géant de pierre domine fièrement la contrée environnante, comme pour rappeler aux passants le pouvoir de la féodalité au Moyen Âge. C'est aussi le point culminant d'un paysage remarquable où les aspérités d'une côte à pic, les eaux du Beuvron, les zigzags du pont et le moulin de Rouillon forment un harmonieux ensemble. »
Au XIVe siècle, Les Montils étaient l'une des quatre forteresses qui gardaient le comté de Blois ; elles supportaient les chances diverses de la guerre. Georges Touchard-Lafosse fixe ainsi les positions de chacune d'elles:
- Les Montils, au sud,
- Chaumont, à l'ouest,
- Montfrault-Chambord, à l'est,
- Bury, au nord.

### Séjours des princes de France au château des Montils
De très nombreux documents nous relatent les transformations de la place-forte des Montils durant les séjours de princes ou personnes royales aux Montils.
- 1108-1152 : Thibault IV, dit le Grand, comte de Champagne, de Blois et de Chartres. Bâtisseur de la place-fort des Montils.
- 1152-1191 : Thibault V, dit le Bon, comte de Blois, sénéchal de France. Le peuple, dit Bernier[10], l'appela le Bon, parce qu'il remit à tous ses sujets plusieurs des droits particuliers aux habitants de Blois et à ceux des Montils, ce qui se vérifie par une infinité de titres.
- 1218 - : Gauthier d'Avesne et Marguerite, comte et comtesse de Blois. Après avoir racheté la ville en 1218 à Élisabeth d'Amboise, créent en 1222 la chapelle[11].
- Jean I de Châtillon, comte de Blois. Octroie, en 1246, une charte de privilèges aux habitants des Montils[12]. Épousa Alix, fille de Jean, duc de Bretagne, qui fut la plus insigne bienfaitrice des Montils
- Alix de Bretagne, épouse de Jean de Châtillon, comte de Blois. Est restée dans la tradition populaire sous le titre de la bonne Princesse. Elle fit construire, près de sa résidence, une Maison-Dieu et la dota de ses propres biens. À sa mort en Terre Sainte, en 1288, son cœur fut, selon ses désirs, déposé dans la chapelle de la Maison-Dieu des Montils.
- Jeanne de Châtillon, épouse de Pierre de France, cinquième fils de Saint Louis. Couvrit la Maison-Dieu des Montils de sa fortune. On raconte que Louis IX vient aux Montils, visiter sa bru.
- 1295 : Hugues II de Châtillon, comte de Blois. Rattache les Montils au comté de Blois, d'un point de vue administratif et financier.
- 1301 : Philippe IV dit le Bel, roi de France, couche le 9 août au château des Montils.
- Gui Ier de Châtillon, comte de Blois. Effectue les travaux d'aménagement d'une cuisine dans le château de Blois. Les documents relatifs à ces travaux permettent d'estimer la taille de la place-forte des Montils à environ 12 maisons, dans l'enceinte des murailles.
- Le Bienheureux Charles de Blois, duc de Bretagne, né vers 1320, passa son enfance aux Montils.
- 1392 : Louis d'Orléans, frère puîné de Charles VI qui vient d'acquérir la nue propriété du Blésois, prend possession du château des Montils.
- 1411-1465 : Charles d'Orléans, père de Louis XII, réside par intermittence aux Montils. L'époque troublée de la guerre de Cent ans vide les caisses de la Maison de France. Les villes de France sont plusieurs fois mises à contribution, mais les Montils restent prospères grâce à la protection de Charles d'Orléans.
- Marie de Clèves, duchesse d'Orléans, mère de Louis XII. Fit ajouter quatre chambres à cheminée au château des Montils, en 1467. Son peintre, Pierre André, réalise une grande table d'autel pour la chapelle des Montils, en 1472.
- Louis XI, roi de France, séjourne aux Montils en 1463[13].
- Jeanne de France, duchesse d'Orléans, ayant reçu les Montils par lettres patentes de 1489, fit d'importantes rénovations à la place-forte en prévision de la venue de Charles VIII. Celui-ci ne vient jamais, étant mort d'une attaque d'apoplexie à Amboise, quelques jours avant le déplacement prévu. Le duc d'Orléans devenu Louis XII, annula son mariage avec Jeanne de France. Il séjourna au château des Montils en avril 1499 et en 1505, où, malade, il fut soigné par Anne de Bretagne, appelée la bonne Duchesse. Claude de France, fille de Louis XII, fit également quelques séjours aux Montils[14].
- Claude, reine de France, fille de Louis XII et épouse de François Ier, accorda, en 1519, permission de « muer et travestir une roue à fouler draps, dépendante du Moulin de Rouillon, près des Montils, en une roue à moudre grains. »

### La fin du domaine royal des Montils
Jusqu'ici, le château des Montils, bien que moins habité par la cour qui finit par lui préférer de plus confortables demeures, nous paraît en bon état. Les guerres de religion allaient lui porter un coup fatal. Felibien nous l'apprend : « Tout le bourg a été ruiné par les Huguenots et il ne reste du château que les murailles, presque toutes abattues ; car, comme le reste des édifices tombait dans une entière ruine, l'on a depuis deux ans (soit 1679) achevé de les démolir. »
L'état de ruine, aboutissant à la démolition du château des Montils, remontait à une date ancienne. Le 21 mai 1614, Arnaud de Johanne, surintendant des bâtiments du comté, se transportait aux Montils pour constater « les usurpations et démolitions » qui étaient faites aux murailles de la ville et au château.
Sous Louis XIV, il fut abandonné définitivement. La démolition fut faite par deux entrepreneurs de Blois.
En 1663, Charles de la Vallée, inscrit dans les registres paroissiaux comme « escuier, seigneur de Terrouenne et des Montils, gentilhomme de feue son Altesse Royale, Monsieur, frère unique du roi », acheta les Montils au Roi, avec ses dépendances. Cet achat se fit aux enchères, au château du Louvre, le 17 juin 1697. Le château cessa, dès lors, d'être domaine royal.